# Ramat Aviv Gimel

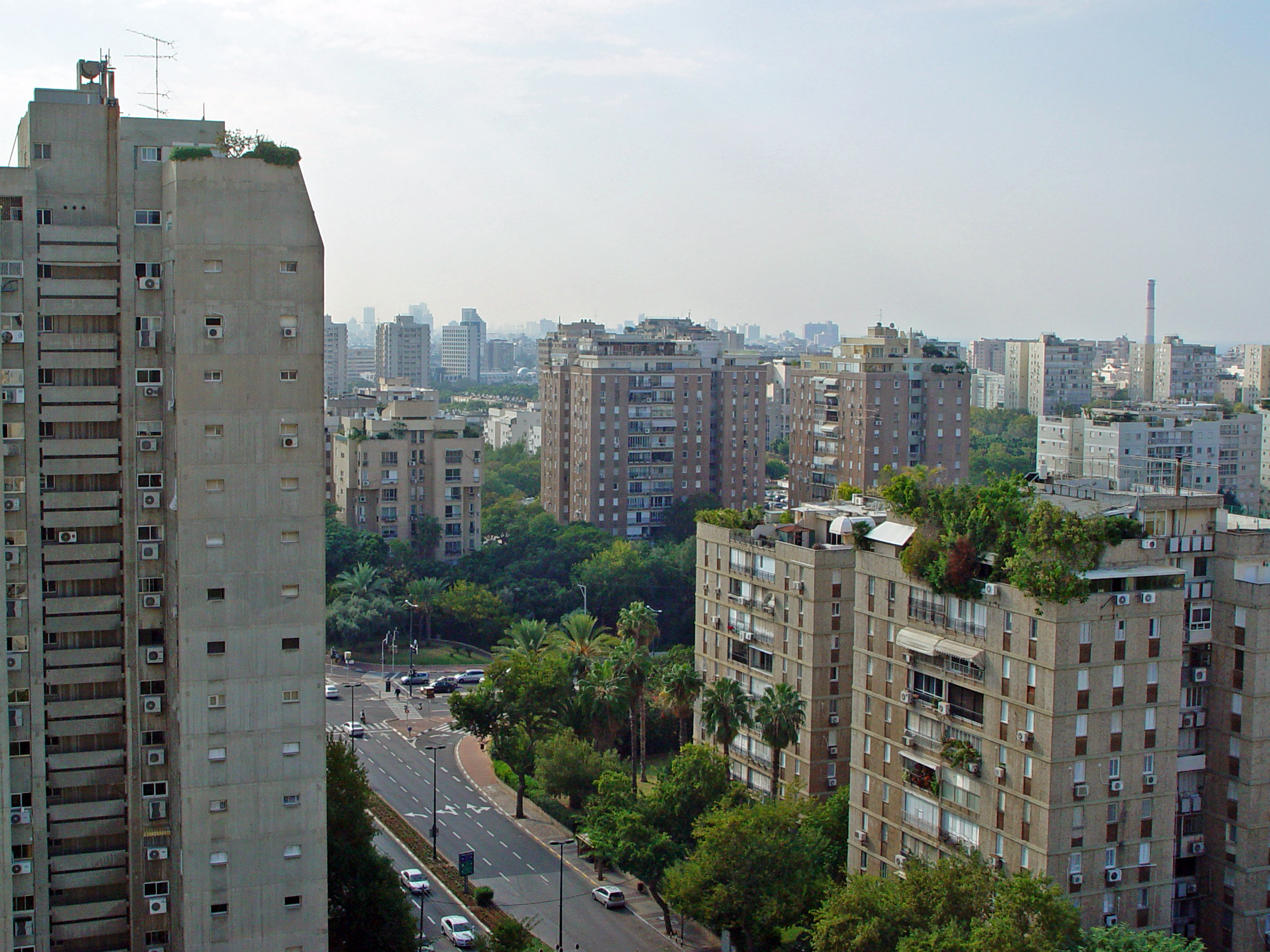
Zástavba ve čtvrti Ramat Aviv Gimel, pohled k jihozápadu

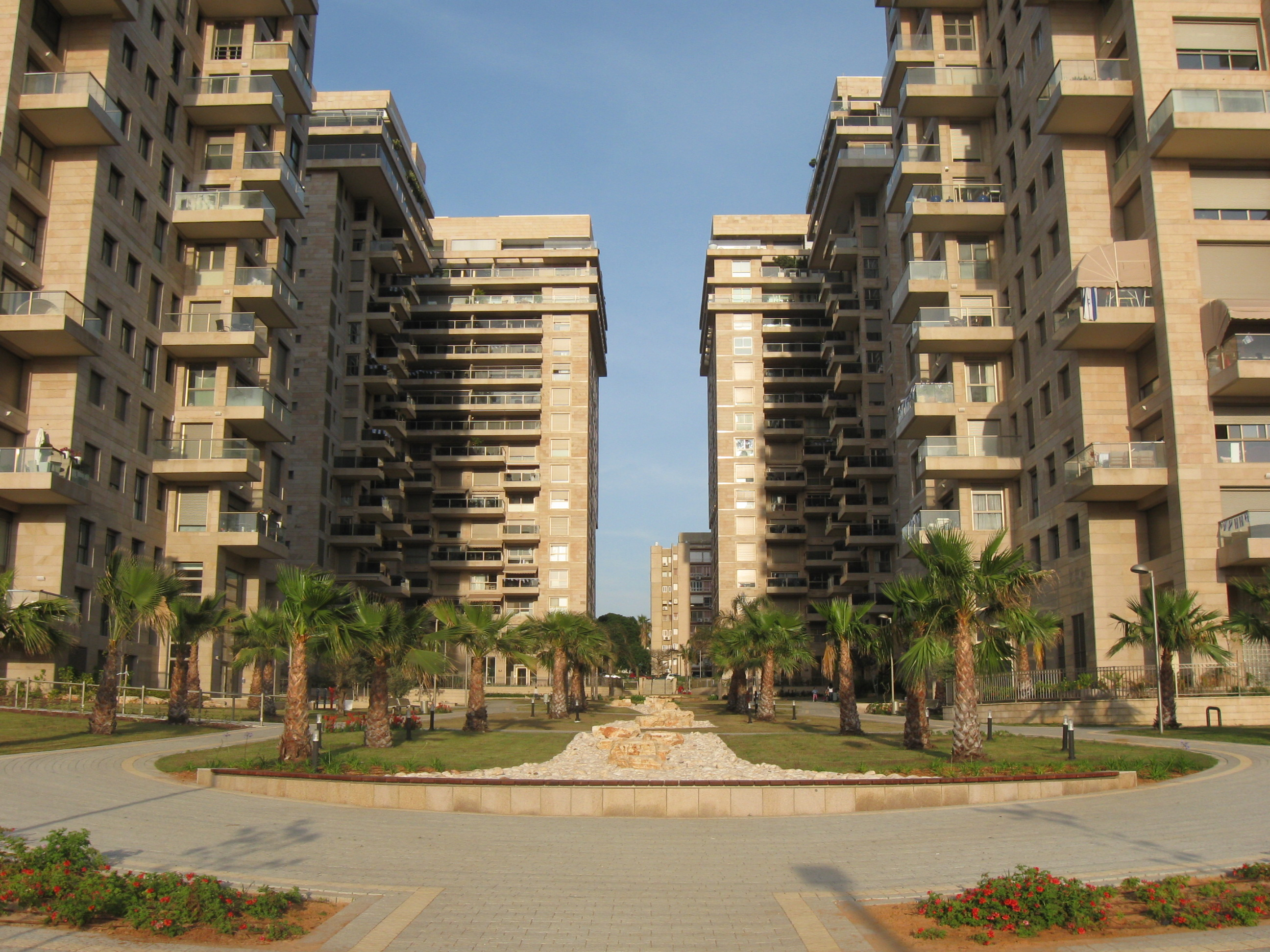
Nová zástavba ve čtvrti Ramat Aviv Gimel

Ramat Aviv Gimel (hebrejsky: 'רמת אביב ג) je čtvrť v severozápadní části Tel Avivu v Izraeli. Je součástí správního obvodu Rova 1 a samosprávné jednotky Rova Cafon Ma'arav. V jejím rámci pak tvoří podčást širšího urbanistického okrsku Ramat Aviv.

## Geografie
Leží na severním okraji Tel Avivu, cca 1,5 kilometru od pobřeží Středozemního moře a cca 3 kilometry severně od řeky Jarkon, v nadmořské výšce okolo 30 metrů. Dopravní osou je dálnice číslo 2 (Derech Namir), která prochází po jejím západním okraji. Na východě sousedí se čtvrtí Afeka, na jihu s Neve Avivim, na západě s Azorej Chen a Gimel ha-Chadaša a na severu leží fragment volné zemědělské krajiny.

## Popis čtvrti
Plocha čtvrti je vymezena na severu okrajem zástavby a katastrem sousedního města Ramat ha-Šaron, na jihu ulicemi Barkaj Šmu'el a Sderot Keren kajemet le-Jisra'el, na západě ulicí Sderot Namir a na východě takzvanou Ajalonskou dálnicí (dálnice číslo 20), podél které vede i železniční trať. Zástavba má charakter vysokopodlažních obytných budov. V roce 2007 tu žilo 11 864 obyvatel. 